# Peterson Glacier
Peterson Glacier är en glaciär i Antarktis. Den ligger i Östantarktis. Australien gör anspråk på området. Peterson Glacier ligger 200 meter över havet.
Terrängen runt Peterson Glacier är kuperad åt nordost, men åt sydväst är den platt. Havet är nära Peterson Glacier åt sydväst. Trakten är glest befolkad. Närmaste befolkade plats är Casey Station, 15,9 kilometer nordväst om Peterson Glacier. 